# Merida (bướm đêm)
Merida là một chi bướm đêm thuộc họ Geometridae.